# Данченко, Борис Иванович
Бори́с Ива́нович Да́нченко (род. 13 июня 1947, с. Кашары, Ростовская область) — депутат Государственной Думы I—III созывов.

## Биография
Родился в крестьянской семье. Окончив в 1970 году Донской сельскохозяйственный институт, работал ветеринарным врачом в колхозе «Заветы Ильича» (Кашарский район), с 1975 по 1980 — председателем колхоза «Заря» (Кашарский район), с 1980 — начальником Кашарского районного управления сельского хозяйства, председателем районного агропромышленного объединения, заместителем главы администрации Кашарского района.
В декабре 1993 года был избран депутатом Государственной Думы I созыва по Каменскому одномандатному избирательному округу № 143 Ростовской области, набрав 38,3 % голосов. Входил в комитет по аграрным вопросам, с апреля 1995 был председателем подкомитета по аграрной политике и правовому регулированию хозяйственной деятельности сельскохозяйственных предприятий всех форм собственности, членом фракции АПР. В 1-м созыве думы:
- голосовал за недоверие правительству В. С. Черномырдина;
- участвовал в разработке законов:
  - «О племенном животноводстве»
  - «О закупках и поставках сельскохозяйственной продукции, сырья и продовольствия для государственных нужд»
  - Земельного кодекса.
- способствовал финансированию:
  - завершения строительства дома культуры в пос. Гундоровском,
  - строительства объездной дороги в Донецке,
  - развития базы Кашарского ДРСУ.

17 декабря 1995 года был избран депутатом Государственной Думы II созыва по Каменскому одномандатному избирательному округу № 144 Ростовской области, набрав 24,75 % голосов (баллотировалось 8 кандидатов); выдвигался Аграрной партией России. Был членом Комитета по аграрным вопросам, входил в состав Аграрной депутатской группы.
С 1997 года — член Центрального Совета АПР.
19 декабря 1999 года был избран депутатом Государственной Думы Государственной Думы III созыва по тому же избирательному округу; выдвигался избирательным объединением КПРФ. Заместитель председателя Комитета по регламенту и организации работы Государственной Думы, входил в состав агропромышленной депутатской группы.

### Семья
Женат. Имеет двоих сыновей.